# Inning am Ammersee
Inning am Ammersee es un municipio situado en el distrito de Starnberg, en el estado federado de Baviera (Alemania), con una población a finales de 2016 de unos 4720 habitantes.
Se encuentra ubicado al sur del estado, en la región de Alta Baviera, al suroeste de la ciudad de Múnich —la capital del estado—, cerca de los lagos Starnberg y Ammer y al norte de la frontera con Austria.